# Plentzia
Plentzia – gmina w Hiszpanii, w prowincji Biskaja, w Kraju Basków, o powierzchni 5,79 km². W 2011 roku gmina liczyła 4314 mieszkańców.